# Phragmites australis
Loài sậy thông thường (danh pháp hai phần: Phragmites australis), là một loài cây lớn thuộc họ Hòa thảo (Poaceae) có nguồn gốc ở những vùng đất lầy ở cả khu vực nhiệt đới và ôn đới của thế giới. Nói chung, nó được coi là loài duy nhất trong chi Phragmites, mặc dù một số nhà thực vật học vẫn chia chi này thành 3 hay 4 loài khác nhau.
Nói chung nó hay tạo thành các bãi sậy dày dặc, có thể tới 100 hecta hoặc lớn hơn. Khi các điều kiện sinh trưởng thích hợp, nó có thể tăng chiều cao tới 5 m hoặc hơn trong một năm bằng các thân cây mọc thêm theo chiều đứng, và mọc ra các rễ ở những khoảng đều đặn. Các thân cây mọc đứng cao từ 2–6 m, với các thân cây thường là cao hơn trong các khu vực có mùa hè nóng ẩm và đất màu mỡ. Lá của nó là rộng đối với các loài cỏ, dài từ 20–50 cm và bản rộng 2–3 cm. Hoa có dạng chùy có màu tía sẫm mọc dày dặc, dài 20–50 cm.
Sậy là loài cây quan trọng cho bảo tồn động vật hoang dã, cụ thể là ở châu Âu và châu Á, một số loài chim có sự ràng buộc mạnh với các khu vực có nhiều lau sậy mọc, chẳng hạn sẻ ngô đuôi dài Panurus biarmicus, chim chích Acrocephalus scirpaceus và diệc Botaurus stellaris.
Tại Bắc Mỹ, tình trạng của loài này vẫn chưa được hiểu đúng. Nói chung, nó được coi là loài ngoại lai, được đưa vào từ châu Âu. Tuy nhiên, có các chứng cứ rõ ràng về sự tồn tại của Phragmites có nguồn gốc Bắc Mỹ từ rất lâu trước khi loài người xâm chiếm châu lục này. Hiện nay, người ta đã biết là giống nguồn gốc Bắc Mỹ của Phragmites là cạnh tranh kém hơn một cách đáng kể so với giống đến từ châu Âu, và sự gia tăng đáng chú ý gần đây của sậy tại Bắc Mỹ là do giống cạnh tranh tốt hơn, nhưng gần như không thể phân biệt đến từ châu Âu, chúng chỉ có thể phát hiện được nhờ các phân tích trong di truyền học. Điều này gây ra các vấn đề nghiêm trọng cho nhiều loài thực vật ở các vùng đầm lầy của Bắc Mỹ, bao gồm cả giống bản địa của chính loài này.
Các nghiên cứu gần đây đã chỉ ra các biến thể hình thái đặc trưng giữa các giống bản địa và giống xâm lược của Phragmites tại Bắc Mỹ. Kiểu di truyền của giống Á-Âu có thể phân biệt được với kiểu di truyền của giống Bắc Mỹ nhờ các lưỡi bẹ ngắn hơn của chúng (tới 0,9 mm đối với trên 1,0 mm), các mày cũng ngắn hơn (dưới 3,2 mm đối với trên 3,2 mm, mặc dù ở đây có sự đan xen trong đặc trưng này), và đặc trưng của gióng. Gần đây, một số học giả đã miêu tả giống Bắc Mỹ như là một phân loài khác có danh pháp khoa học Phragmites australis americanus (Saltonstall, Peterson và Soreng); giống Á-Âu được coi là Phragmites australis australis.
Thân rễ của loài này chứa rất nhiều các ankaloit N,N-DMT (Wassel và những người khác 1985).

## Trong văn chương
Câu nói nổi tiếng nhất về cây sậy trong văn chương châu Âu có lẽ là của Blaise Pascal khi ông nói rằng "Người là một 'cây sậy biết suy nghĩ'" (roseau pensant). Trong truyện ngụ ngôn của La Fontaine Le chêne et le roseau, cây sậy nói với cây sồi đầy kiêu hãnh rằng: "Tôi uốn cong, và không gãy" ("Je plie, et ne romps pas"), trước khi cây sồi đổ.

## Hình ảnh

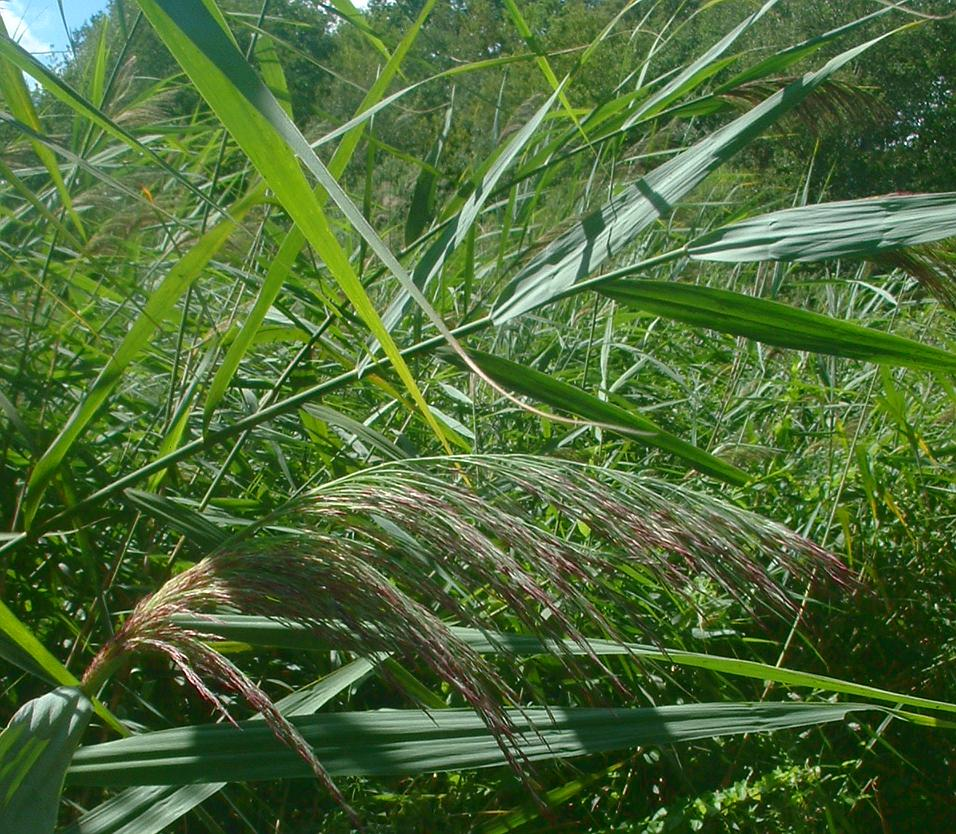
Cây sậy nở hoa, tại Pháp
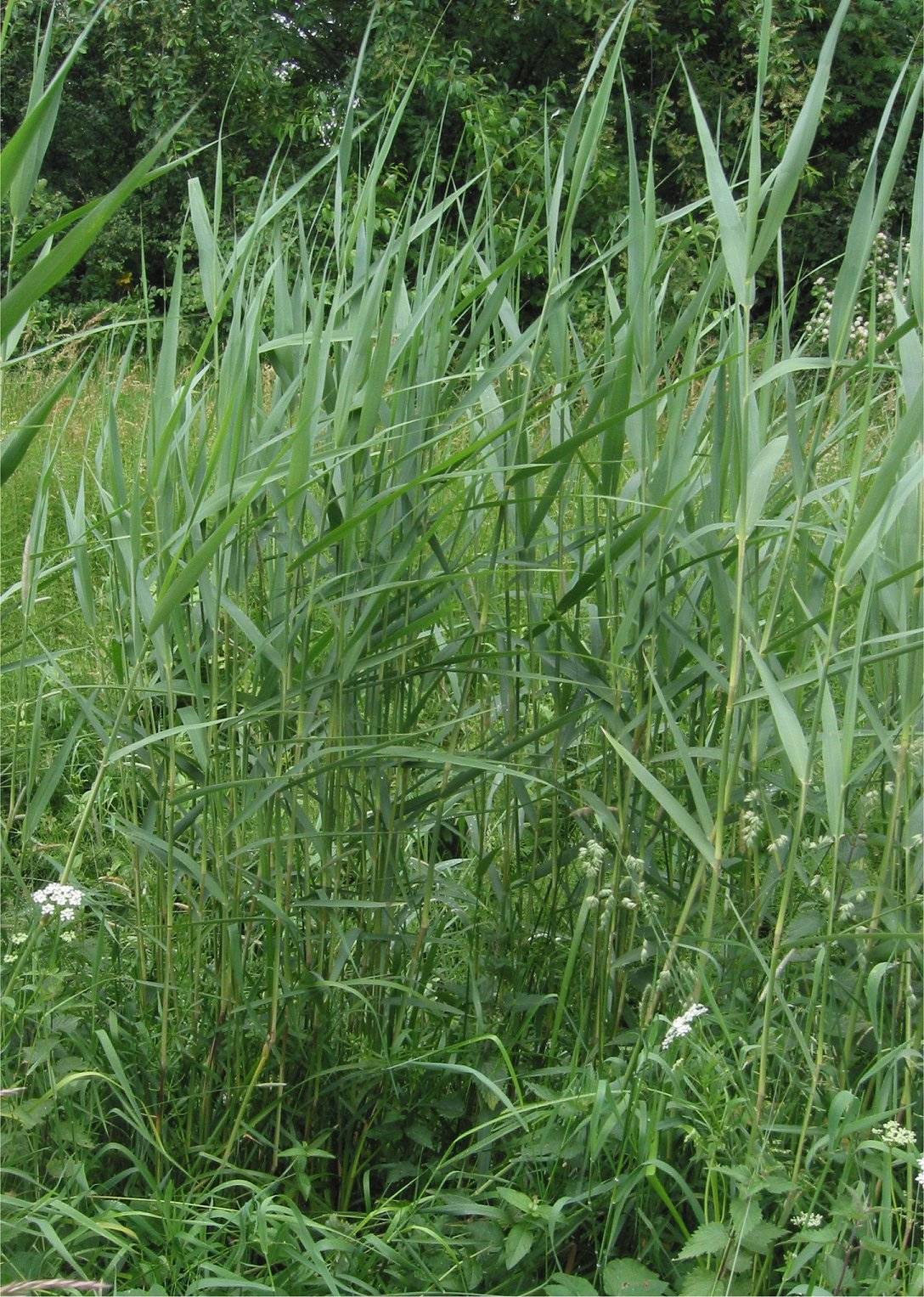
Cây sậy đầu mùa hè
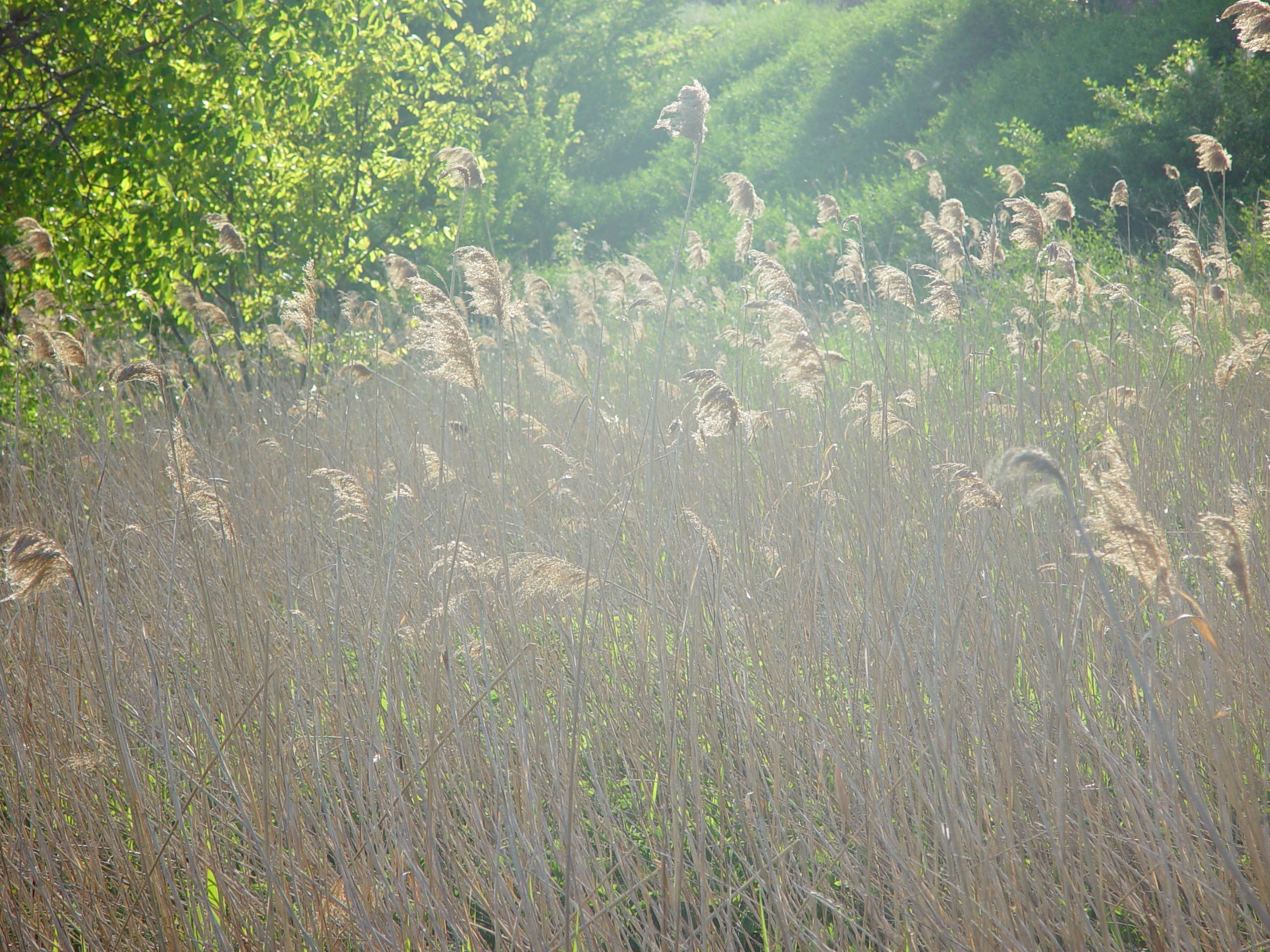
Sậy năm trước còn sót lại ven đường, tại Hungary
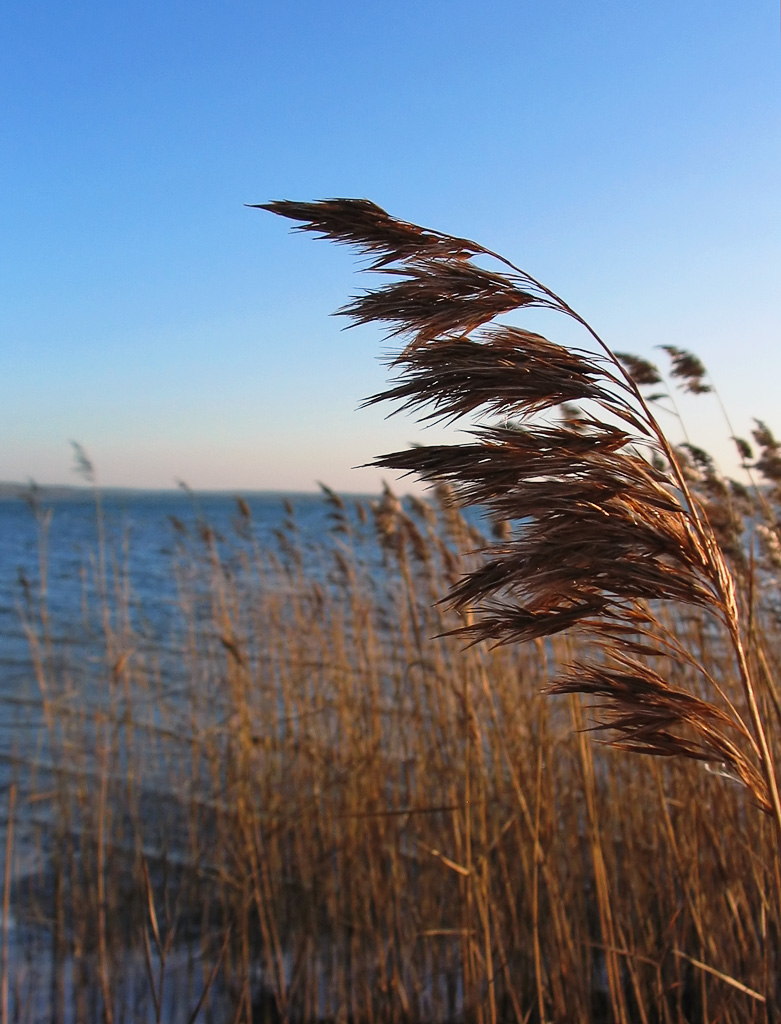
Cây sậy trong mùa đông